# میدان نفتی هنگام
میدان نفتی هنگام یا میدان نفتی بوخای غربی تنها میدان نفتی مشترک بین ایران و عمان است. هنگام دارای نفت فرار با درجه API 42 می‌باشد و نفت خام درجای آن بیش از ۷۰۰ میلیون بشکه و گاز طبیعی درجای آن حدود ۲ تریلیون فوت مکعب است. عملیات ساخت تاسیسات روزمینی فرآورشی میدان نفتی مشترک هنگام، میان ایران و عمان، در ایران تقریباً به پایان رسیده و حفاری چاه‌های نفتی و احداث خطوط لوله دریایی این میدان در حال انجام است.
در چارچوب برنامه تولید زودهنگام، روزانه ۱۶ هزار بشکه نفت خام و ۴۰ میلیون فوت مکعب گاز از میدان هنگام، تولید می‌شود. بر اساس برنامه‌ریزی انجام شده می‌بایست این ظرفیت برداشت تا روزانه ۲۵ هزار بشکه افزایش یابد. در همین حال کشور عمان در حدود ۱۰ هزار بشکه در روز از نفت این میدان برداشت می‌کند.